# Chaetodon ocellatus
El pez mariposa de aletas moteadas (Chaetodon ocellatus) es una especie de pez mariposa dentro del género Chaetodon. 
Estos peces son una de las pocas especies que habitan el Océano Atlántico, viviendo en las costas de Estados Unidos, del Caribe y Sudamérica, siempre en aguas tropicales y poco profundas (30 m).
Son peces escamosos de una perfecta blancura, igual al de una perla. El contorno de su lomo, aleta trasera y vientre es amarillo suave, y su cabeza también, con la infaltable franja negra en mitad de los ojos.